# Al doilea sex
Al doilea sex (în franceză: Le Deuxième Sexe) este un eseu existențialist și feminist, apărut în 1949, al cărei autoare este Simone de Beauvoir.
În opinia criticului literar Martin Seymour-Smith, cartea se află pe lista celor mai influente 100 cărți din istoria omenirii, fiind considerată o operă majoră de filozofie.
Mai mult, publicația „The Guardian” o consideră una dintre cele zece cărți care au schimbat lumea.
Cartea a apărut după mai multe încercări ale autoarei de a-și scrie autobiografia.
Prezintă istoricul situației femeii de-a lungul istoriei lumii, punându-se accent pe perioada de după cel de-al Doilea Război Mondial, dar în realitate, eseul vrea să anihileze anumite mituri și prejudecăți misogine.
Tot mai mulți psihologi și sociologi sunt de acord că ideile prezentate în această carte stau la baza societății occidentale moderne.